# Avenue des Glycines (Bruxelles)
Pour les articles homonymes, voir Avenue des Glycines.
L'avenue des Glycines (en néerlandais : Blauweregenlaan) est une avenue bruxelloise de la commune de Schaerbeek qui va du boulevard Lambermont jusqu'à la placette du Peuplier en passant par la rue des Mimosas et l'avenue Gustave Latinis. Elle fait partie du quartier des fleurs.
La numérotation des habitations va de 3 à 25 pour le côté impair et de 2 à 42 pour le côté pair.
Les glycines sont des plantes ligneuses et grimpantes du genre Wisteria. Elles sont cultivées comme plantes ornementales en raison de leurs grappes de fleurs printanières et de leurs épais feuillages. Selon les variétés, les fleurs sont violettes, bleues ou blanches.

## Adresses notables
- no 15 : Priority Management Benelux
- no 30 : Église Sainte-Suzanne, classée en date du 27 mars 2003